# Jarrod Bailey
Jarrod Bailey (Phoenix, 5 giugno 1996) è un attore statunitense.

## Carriera
Jarrod è nato a Phoenix, Arizona. È conosciuto principalmente per aver interpretato il ruolo del giovane Henry nel film Boogeyman 2 - Il ritorno dell'uomo nero e quello di Tony nel film The Sessions - Gli incontri.

## Filmografia

### Cinema
- Unspoken Emotions of an Ex-Boy, regia di Joshua Lim e Ryan Gang - cortometraggio (2004)
- The Adventures of Big Handsome Guy and His Little Friend, regia di Jason Winer - film TV (2006)
- Thomas in Bloom, regia di Jeff Prugh - cortometraggio (2006)
- Boogeyman 2 - Il ritorno dell'uomo nero (Boogeyman 2), regia di Jeff Betancourt (2007)
- Lower Learning, regia di Mark Lafferty (2008)
- The Obolus, regia di Mathias Røer - cortometraggio (2009)
- Chasing a Dream, regia di David Burton Morris (2009)
- Dry Run, regia di Aram Boyrazian (2010)
- The Sessions - Gli incontri (The Sessions), regia di Ben Lewin (2012)
- Tough Guy, regia di Mike Maguire - cortometraggio (2012)

### Televisione
- Boston Legal - serie TV, episodio 1x15 (2005)
- Out of Practice - Medici senza speranza (Out of Practice) - serie TV, episodio 1x06 (2005)
- Freddie - serie TV, episodio 1x03 (2005)
- Mind of Mencia - serie TV, episodio 2x04 (2006)
- Criminal Minds - serie TV, episodi 2x06-8x01 (2006-2010)
- Eleventh Hour - serie TV, episodio 2 (2008)
- Cold Case - Delitti irrisolti (Cold Case) - serie TV, episodio 6x07 (2008)
- Childrens Hospital - serie TV, 1 episodio (2008)
- Lincoln Heights - Ritorno a casa - serie TV, episodio 4x08 (2009)
- Grey's Anatomy - serie TV, episodio 7x05 (2010)
- The Cleveland Show - serie TV, episodio 3x04 (2011) - voce
- Kickin' It - A colpi di karate (Kickin' It) - serie TV, episodio 2x06 (2012)
- Victorious - serie TV, episodi 4x06-4x08 (2012)
- Modern Family - serie TV, episodio 4x14 (2013)
- Glee - serie TV, episodio 4x18 (2013)
- NCIS - Unità anticrimine (NCIS) - serie TV, episodio 11x15 (2014)